# 나치 독일이 병합한 지역
제2차 세계 대전 직전과 도중에 나치 독일에 합병된 지역이 많이 있었다. 합병 이전에 독일의 일부였던 영토는 구 제국(Altreich)이라고 한다.
- 체코슬로바키아
- 폴란드
- 오스트리아
- 헝가리
- 룩셈부르크
- 네덜란드
- 덴마크
- 벨기에
- 노르웨이
- 프랑스
- 그리스
- 루마니아

## 같이 보기
- 피와 땅
- 구독일 동부 영토
- 게네랄플란 오스트
- 독일 문제
- 동방식민운동
- 범독일주의
- 수복령
- 민족독일인